# Tulleråsen
Tulleråsen is een plaats in de gemeente Krokom in het landschap Jämtland en de provincie Jämtlands län in Zweden. De plaats heeft 98 inwoners (2005) en een oppervlakte van 22 hectare.

## Verkeer en vervoer
Bij de plaats loopt de Länsväg 340.